# Оплев, Нильс Арден
Нильс Арден Оплев (дат. Niels Arden Oplev; род. 26 марта 1961, Химмерланд) — датский режиссёр и сценарист. Широко известен благодаря постановке картины «Девушка с татуировкой дракона» по одноимённому роману Стига Ларссона.
Фильмы его режиссуры — номинанты и призёры многих мировых кинофестивалей и наград.

## Биография
В 1987 году окончил Национальную школу киноискусств Дании (дат. Den Danske Filmskole). С фильмом Portland принимал участие в Берлинском кинофестивале.
Премьера его первого американского фильма «Одним меньше» — драматического криминального боевика с Колином Фарреллом и Нуми Рапас в главных ролях, состоялась в США 8 марта 2013 года, в России — 4 апреля 2013.
Оплев поставит несколько эпизодов предстоящего телесериала Викинги: Вальхалла.

## Фильмография
- 1996: Портленд / Portland
- 2001: Поперечная пила / Fukssvansen
- 2004—2006: Орёл: Криминальная одиссея / Ørnen: En krimi-odyssé (телесериал)
- 2006: У нас всё получится / Drømmen
- 2008: Два мира / To verdener
- 2009: Девушка с татуировкой дракона / Män som hatar kvinnor / The Girl With The Dragon Tattoo (номинация на Европейскую кинопремию, премия BAFTA, премия Золотой жук)
- 2013: Одним меньше / Dead Man Down
- 2013: Под куполом / Under the Dome (телесериал)
- 2017: Коматозники / Flatliners
- 2017: Миднайт. Техас / Midnight, Texas (телесериал)
- 2018: ФБР / FBI (телесериал)
- 2019: Дэниэл / Daniel
- 2022: Викинги: Вальхалла / Vikings: Valhalla (телесериал)

## Награды и номинации

### Награды
- 2010 — премия зрителей «Золотой жук».
- 2010 — премия зрителей за лучший повествовательный фильм на кинофестивале в Палм-Спрингс.
- 2011 — премия BAFTA за лучший фильм на иностранном языке.

### Номинации
- 2009 — номинация на премию «Аманда» (Норвегия) за лучший зарубежный фильм.
- 2009 — номинация на премию зрителей European Film Awards.